# تپه گرد سورآور (۲)
تپه گرد سورآور (۲) مربوط به سدهٔ ۸–۶ ه.ق است و در شهرستان نقده، بخش محمدیار، دهستان المهدی، روستای گردقیط واقع شده و این اثر در تاریخ ۷ خرداد ۱۳۸۷ با شمارهٔ ثبت ۲۲۹۱۳ به‌عنوان یکی از آثار ملی ایران به ثبت رسیده است.